# Andrea Pellegrini (scrittore)
Andrea Pellegrini (Lucca, 30 marzo 1971) è uno scrittore e saggista italiano.

## Biografia
Studente alla fine degli anni Ottanta al Liceo scientifico “Coluccio Salutati” di Montecatini Terme, suona come chitarrista e compositore nella band di rock melodico Clam e scrive i primi racconti. Dopo la laurea in Lettere Moderne all’Università degli Studi di Firenze sulla formazione letteraria di Vincenzo Cardarelli, lavora per alcuni mesi al giornale pistoiese «Settegiorni» e poi come critico d’arte e flâneur per la rete televisiva Canale 10, e diventa professore di letteratura presso il Middlebury College School in Italy a Firenze, dove insegna dal 1999 al 2005. Nel 1999 gli viene affidata dalla Fondazione Toscana di Scienze e Lettere La Colombaria la prima cura del Fondo Giorgio Caproni presso l’Archivio Bonsanti a Firenze. Scrive il volumetto di critica d’arte per il pittore Marco Zeloni dal titolo Due giorni con Marco Zeloni. Dialogo fra i colori e pubblica sulla rivista «Il Portolano» il racconto Oubli africain. Compaiono di lì a poco i racconti L’occhio di Dio su «Ciminiera» e La cura su «Paletot». Nel 2001 diventa insegnante di Lettere a tempo indeterminato e inaugura una serie poi mai conclusa di conferenze e di lezioni pubbliche (si occupa variamente della vita e delle opere di Giorgio Caproni, Dino Buzzati, Vincenzo Cardarelli, Dino Campana, Aldo Palazzeschi, Giuseppe Antonio Borgese, Giovanni Papini, Giuseppe Ungaretti, Giacomo Leopardi, Ugo Foscolo, Gabriele D'Annunzio, Eleonora Duse) presso fondazioni culturali e biblioteche toscane, e sovente presso il Circolo letterario del Museo di casa Giusti a Monsummano Terme, le Terme Tamerici, le Terme Tettuccio di Montecatini, il Museo Novecento di Firenze. Nel 2006 pubblica con Fara Editore il primo romanzo dal titolo Lettera dalla Norvegia, bio-fiction con Cardarelli protagonista ispirata al racconto cardarelliano Astrid ovvero un temporale d’estate, che vince ex aequo il Premio Pontiggia l’anno seguente. Nel 2008 esce per l’editore Joker di Alessandria con il romanzo giallo di ambientazione elbana Come una madre, e fra il 2009 e il 2012 frequenta il XXIV ciclo del Dottorato di Ricerca Internazionale in Letteratura italiana presso l’Ateneo fiorentino, la Sorbona di Parigi e l’Università di Bonn, e lavora a una tesi dal titolo La seduzione del classico negli anni del moderno (1914-1920) poi pubblicata dall’editore Helicon di Arezzo con secondo posto al Premio Firenze 2014. Dal 2016, insieme al futuro Direttore del Gabinetto Viesseux Michele Rossi, è curatore della collana Occhio di bue-Un faro puntato sulle opere in ombra dei grandi autori della letteratura italiana per l’editore Helicon e si occupa personalmente dei volumi dedicati a Guido da Verona, Mario Mariani, Vincenzo Cardarelli, Ugo Foscolo, Gabriele d’Annunzio, Giacomo Leopardi. Nel 2022, per l’editore Castelvecchi di Roma esce il romanzo bio-fiction Piccole indecenze. Un amore pericoloso di Ugo Foscolo, menzione speciale al Premio Basilicata e oggetto del seminario «I classici della letteratura raccontati dagli scrittori» presso l’Università degli Studi "Suor Orsola Benincasa" di Napoli nella primavera 2023. Esce, ancora con Castelvecchi, nel giugno 2024 il romanzo La rara felicità. Ungaretti in trincea e sull’«Antologia Viesseux» il saggio dal titolo L’Orfeo di Eduard Schuré ne La notte di Campana. 
Andrea Pellegrini vive nel paese vecchio di Massa e Cozzile con la moglie Giada e con la figlia Sofia nata da un primo matrimonio.

## Opere

### Romanzi
- Lettera dalla Norvegia (Fara, 2006);
- Come una madre (Joker, 2008)
- Piccole indecenze. Un amore pericoloso di Ugo Foscolo (Castelvecchi, 2022)
- La rara felicità. Ungaretti in trincea (Castelvecchi, 2024);

### Racconti
- Oubli africain («il Portolano», n. 23/24, luglio-dicembre 2000);
- L’occhio di Dio («Ciminiera», anno IV, gen.-mar. 2005);
- La cura («Paletot. Rivista d’arte, scienze e letteratura», anno II, n.V, gennaio 2005);
- Stella. Un racconto, (ProelioLab, luglio 2024);

### Saggi
- Due giorni con Marco Zeloni. Dialogo fra i colori (Catùs, Bologna 1999);
- La seduzione del classico negli anni del moderno (1914-1920), pref. M. Biondi, (Helicon, 2014);
- «Nella mia vita che fu azzurra», in Guido da Verona, La storia del mio funerale, (Helicon, 2016);
- Vincenzo Cardarelli e l’amore, in V. Cardarelli, Astrid ovvero un temporale d’estate, (Helicon, 2017);
- Un intellettuale primo novecentesco molto scomodo, in M. Mariani, La cinematografia di Geova e altre novelle (Helicon, 2017);
- «Vi ha ingannato, madama, chi mi ha dipinto come un libertino», in U. Foscolo, Le donne italiane, (Helicon, 2019);
- «Dall’altro declivio». Postilla alla “Contemplazione della morte”, in G. d’Annunzio, Contemplazione della morte, (Helicon, 2023);
- L’Orfeo di Eduard Schurè ne La notte di Campana («Antologia del Viesseux», settembre 2024);
- Tre illusioni. Il primo soggiorno romano di Giacomo Leopardi, in G. Leopardi, Il viaggio a Roma. Lettere (1822-23), (Helicon, 2024)